# Swedish Ladies Ystad 2011
Lo Swedish Ladies Ystad 2011 è stato un torneo professionistico di tennis femminile giocato sulla terra rossa. È stata la 3ª edizione del torneo, che fa parte dell'ITF Women's Circuit nell'ambito dell'ITF Women's Circuit 2011. Si è giocato a Ystad in Svezia dal 27 giugno al 3 luglio 2011.

## Partecipanti

### Teste di serie
| Nazionalità | Giocatrice        | Ranking* | Testa di serie |
| ----------- | ----------------- | -------- | -------------- |
| Romania     | Alexandra Cadânţu | 168      | 1              |
| Slovacchia  | Kristína Kučová   | 192      | 2              |
| Slovacchia  | Lenka Wienerová   | 202      | 3              |
| Australia   | Olivia Rogowska   | 207      | 4              |
| Australia   | Isabella Holland  | 226      | 5              |
| Francia     | Séverine Beltrame | 231      | 6              |
| Stati Uniti | Gail Brodsky      | 242      | 7              |
| Ucraina     | Tetjana Arefyeva  | 254      | 8              |

- Ranking al 20 giugno 2011.

### Altre partecipanti
Giocatrici che hanno ricevuto una wild card:
- Anna Brazhnikova
- Beatrice Cedermark
- Hilda Melander
- Rebecca Poikajarvi

Giocatrici che sono passate dalle qualificazioni:
- Karen Barbat
- Jacqueline Cako
- Cecilia Estlander
- Nika Kovač
- Ilona Kramen'
- Ksenija Lykina
- Diāna Marcinkēviča
- Paulina Milosavljevic

## Campionesse

### Singolare
Dia Evtimova ha battuto in finale  Jana Čepelová con il punteggio di 6–3, 6–4

### Doppio
Alexandra Cadânţu /  Diana Enache hanno battuto in finale  Mervana Jugić-Salkić /  Emma Laine con il punteggio di 6–4, 2–6, [10–5]